# Vidro

vidro（ビードロ）とは、徳吉雄介が開発していたフリーソフトのグローバル・イルミネーションレンダラである。Metasequoiaで作られたモデルデータのレンダリングに使われていた。

## 概要
グローバル・イルミネーションを用いたフォトリアルなレンダリングが主な機能だが、ノンフォトリアルな効果を得る機能も搭載されている。
また、拡散反射の反射率が1以上になるといった現実には存在しない材質や、複数のシーンをどこでもドアの様につなげるJump（当初の名称はWormhole）という独自機能がある。ティルトレンズや斜投影にも対応していた。
FBX, MQO, LWO, 3DS, OBJ, DXFの形式のファイルのみを直接読み込んでレンダリングすることも可能で、特にMetasequoiaとの親和性が高いが、材質などの情報を記述した独自形式のシーンファイル（VDR形式）を用いることが一般的である。
また近年のバージョンではメニューからも材質などの編集が可能になったが、オブジェクトの配置や照明の設定に関してはあらかじめシーンファイルに記述しておく必要がある。MechaStudioは標準で、vidroとの連携に対応している。
頻繁に更新されることも特徴の一つであった。バージョン名は公開した日付が基準となっているが、必ずしもバージョンの数字が公開日と一致するとは限らず、更新の多い時には翌日以降のバージョン名になったこともある。
2010年7月、開発者の徳吉雄介はスクウェア・エニックスへと転職し、vidroの開発は第100630版(2010年6月30日)で終了した。